# Lill-Sandholmsviken
Lill-Sandholmsviken är en sjö i Piteå kommun i Norrbotten och ingår i Alterälven-Piteälvens kustområde. Sjön har en area på 0,0529 kvadratkilometer och ligger 1 meter över havet.

## Delavrinningsområde
Lill-Sandholmsviken ingår i det delavrinningsområde (725759-176975) som SMHI kallar för Rinner mot Haraholmsfjärden. Medelhöjden är 14 meter över havet och ytan är 11,87 kvadratkilometer. Det finns inga avrinningsområden uppströms utan avrinningsområdet är högsta punkten. Avrinningsområdets utflöde mynnar i havet, utan att ha någon enskild mynningsplats. Avrinningsområdet består mestadels av skog (88 procent). Avrinningsområdet har 0,05 kvadratkilometer vattenytor vilket ger det en sjöprocent på 0,4 procent.